# Wahlkreis Pirna I
Der Wahlkreis Pirna I war ein Landtagswahlkreis zur Landtagswahl in Sachsen 1990, der ersten Landtagswahl nach der Wiedergründung des Landes Sachsen. Er hatte die Wahlkreisnummer 35. Für die Landtagswahlen 1994 und 1999 wurde die Wahlkreisstruktur verändert. Das Gebiet des Wahlkreises Pirna I wurde Teil der Wahlkreise Sächsische Schweiz 1 und Sächsische Schweiz 2.
Der Wahlkreis umfasste folgende sieben Gemeinden des Landkreises Pirna: Birkwitz-Pratzschwitz, Dorf Wehlen, Graupa, Pirna, Rathen, Stadt Wehlen und Wünschendorf. Die übrigen Gemeinden des Landkreises wurden über den Wahlkreis Pirna II (36) erfasst.

## Ergebnisse
Die Landtagswahl 1990 fand am 14. Oktober 1990 statt und hatte folgendes Ergebnis für den Wahlkreis Pirna I:
| Direktkandidat             | Partei (Kürzel) | Erststimmen (%) | Zweitstimmen (%) |
| -------------------------- | --------------- | --------------- | ---------------- |
| Matthias Richter           | DA              | 02,3            | 01,1             |
| Klaus Leroff               | CDU             | 53,7            | 57,5             |
|                            | Chr. L          | –               | 00,2             |
|                            | DBU             | –               | 00,6             |
| Gerhard von Repel-Brechtel | DSU             | 05,4            | 03,7             |
| Wolfgang Rank              | F.D.P.          | 04,3            | 03,1             |
| Christine Richter          | LL-PDS          | 14,8            | 13,5             |
|                            | NPD             | –               | 01,3             |
| Wolfgang Bartel            | FORUM           | 07,3            | 04,9             |
|                            | RAP             | –               | 00,1             |
|                            | SHB             | –               | 00,1             |
| Fritz Rösler               | SPD             | 12,2            | 13,8             |

Es waren 38.273 Personen wahlberechtigt. Die Wahlbeteiligung lag bei 73,2 %. Von den abgegebenen Stimmen waren 2,7 % ungültig. Als Direktkandidat gewählt wurde Klaus Leroff (CDU). Er erreichte 53,7 % aller gültigen Erststimmen.